# السيد 880 (فيلم)
السيد 880 (بالإنجليزية: Mister 880)‏ فيلم كوميدي أمريكي صدر عام 1950، من إخراج إدموند غولدينغ وبطولة كل من: برت لانكستر، دوروثي ماغواير، إدموند غوين و ميلارد ميتشل. يتحدث الفيلم عن مزور هاوي يقوم بتزوير ورقة واحد دولار أمريكي فقط، ويتمكن من الإفلات من الخدمة السرية لمدة 10 سنوات.

## وصلات خارجية
- السيد 880 على موقع IMDb (الإنجليزية)
- السيد 880 على موقع روتن توميتوز (الإنجليزية)
- السيد 880 على موقع ألو سيني (الفرنسية)
- السيد 880 على موقع Turner Classic Movies (الإنجليزية)
- السيد 880 على موقع أول موفي (الإنجليزية)
- السيد 880 على موقع فيلمافينيتي (الإسبانية)
- السيد 880 على موقع قاعدة بيانات الأفلام السويدية (السويدية)
- السيد 880 على موقع قاعدة بيانات الفيلم (الإنجليزية)
- السيد 880 على موقع ليتربوكسد (الإنجليزية)
- السيد 880 على موقع كينوبويسك (الروسية)